# Aythami Artiles
Aythami Artiles Oliva (Arguineguín, 2 aprile 1986) è un ex calciatore spagnolo, di ruolo difensore.